# De Woelmont

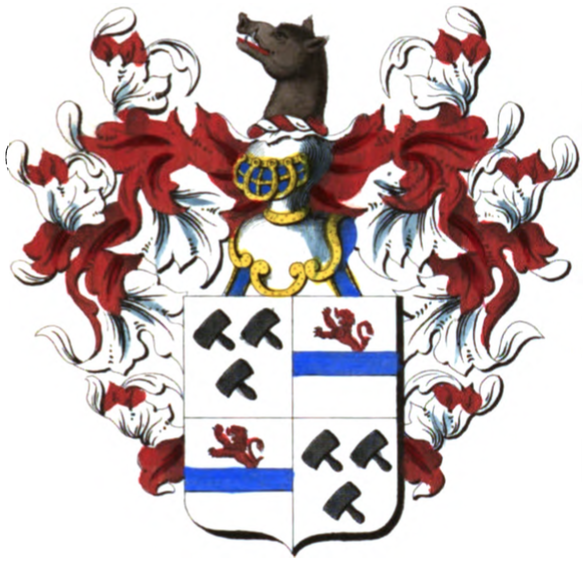
Wapen van de familie de Woelmont

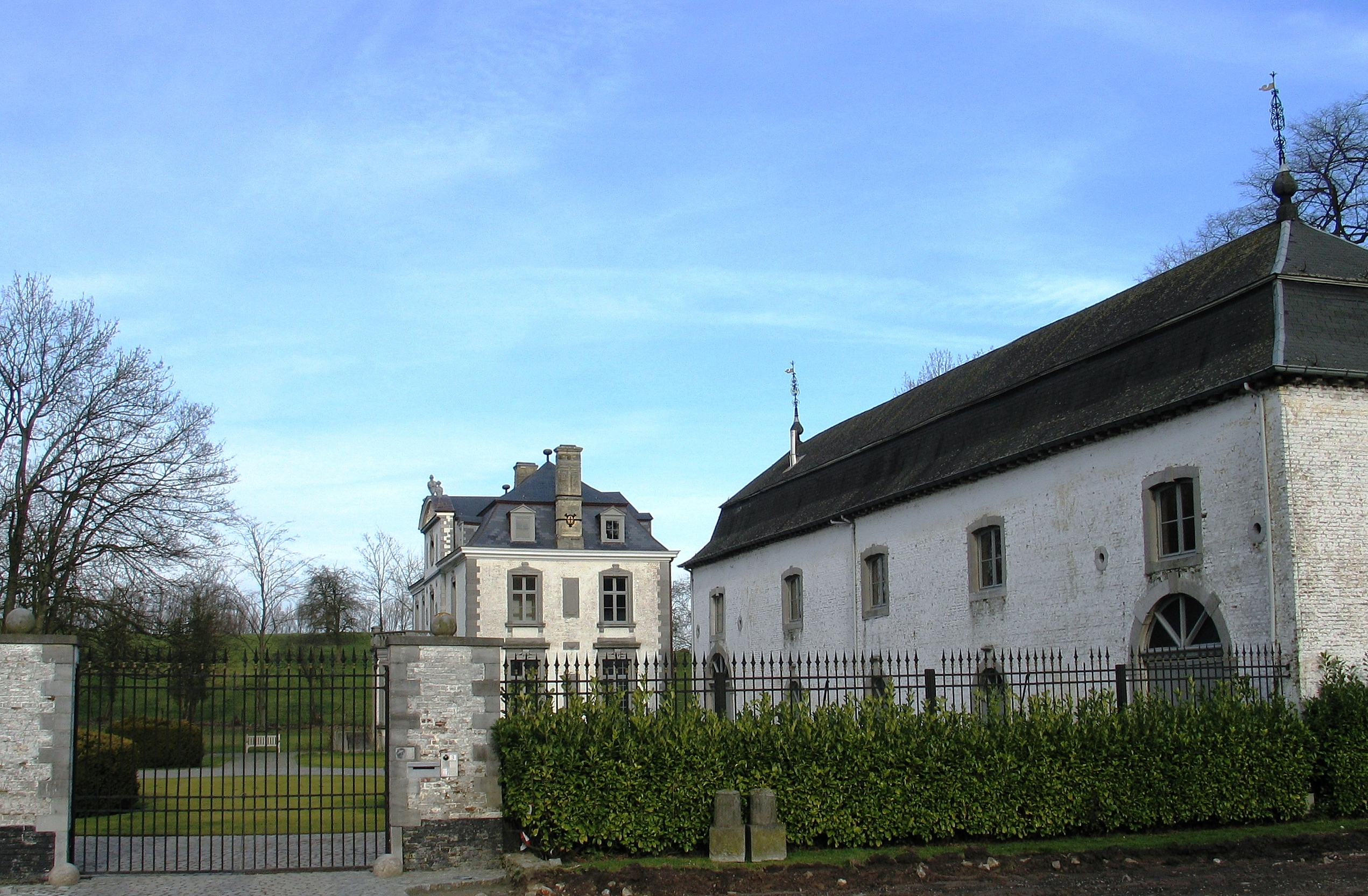
Kasteel van Opleeuw

De Woelmont was een Zuid-Nederlandse adellijke familie.

## Geschiedenis
De eerste Woelmonts van wie de adellijke status vaststond, waren degenen die in 1699, 1705 en 1733 opgenomen werden in de Tweede stand van de provincie Namen.

## Augustin Ghislain de Woelmont
- Joseph Augustin Ghislain de Woelmont (Eghezée, 14 oktober 1768 - Namen, 10 november 1840) ook de Woelmont d'Hambraine, was een zoon van Nicolas-Constant de Woelmont, heer van Soiron, Hambraine en Brumagne, lid en gedeputeerde van de Tweede stand in Namen, en van Marie de Haultepenne. Hij trouwde in 1813 met Constance de Coppin de Conjoux (1790-1854). In 1816, onder het Verenigd Koninkrijk der Nederlanden, werd hij erkend in de erfelijke adel met de titel baron, overdraagbaar op alle afstammelingen, en benoemd in de Ridderschap van de provincie Namen.
  - Ferdinand de Woelmont (1815-1875) was senator en burgemeester van Cortil-Wodon. Hij trouwde met barones Sylvie de Copis (1824-1881) en ze hadden vijf kinderen. De familietak is uitgestorven.

## Frederic de Woelmont

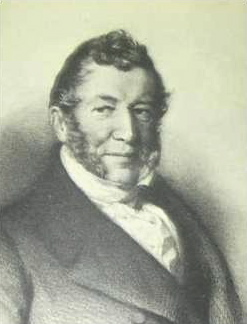
Alphonse de Woelmont

- Frédéric Felix Eugène de Woelmont (Eghezée, 16 december 1769 - Namen 6 juli 1829) ook de Woelmont de Brumagne, was in de Oostenrijkse tijd officier bij de karabiniers van Saksen-Teschen. In 1816, ten tijde van het Verenigd Koninkrijk der Nederlanden, werd hij erkend in de erfelijke adel met de titel baron overdraagbaar op alle afstammelingen en benoemd in de Ridderschap van de provincie Namen. Hij trouwde met Marie-Anne de Mettecoven (1766-1800). Hij trouwde opnieuw met Françoise de Haultepenne (1773-1833).
  - Alphonse de Woelmont d'Opleeuw was lid van het Nationaal Congres en volksvertegenwoordiger.
    - Gustave de Woelmont (1828-1914), was volksvertegenwoordiger en senator.

## Charles de Woelmont
Charles-Edouard de Woelmont (Eghezée, 3 mei 1771 - Namen, 2 mei 1828), ook de Woelmont de Méhaigne,  broer van de voorgaanden, werd in 1816, onder het Verenigd Koninkrijk der Nederlanden, erkend in de erfelijke adel, met de persoonlijke titel baron. Hij bleef vrijgezel. 